# Velvarská brána
Velvarská brána je součást bývalého středověkého opevnění města Slaný, jediná dochovaná brána ve městě. Stojí několik desítek metrů severně od historického Masarykova náměstí.

## Historie

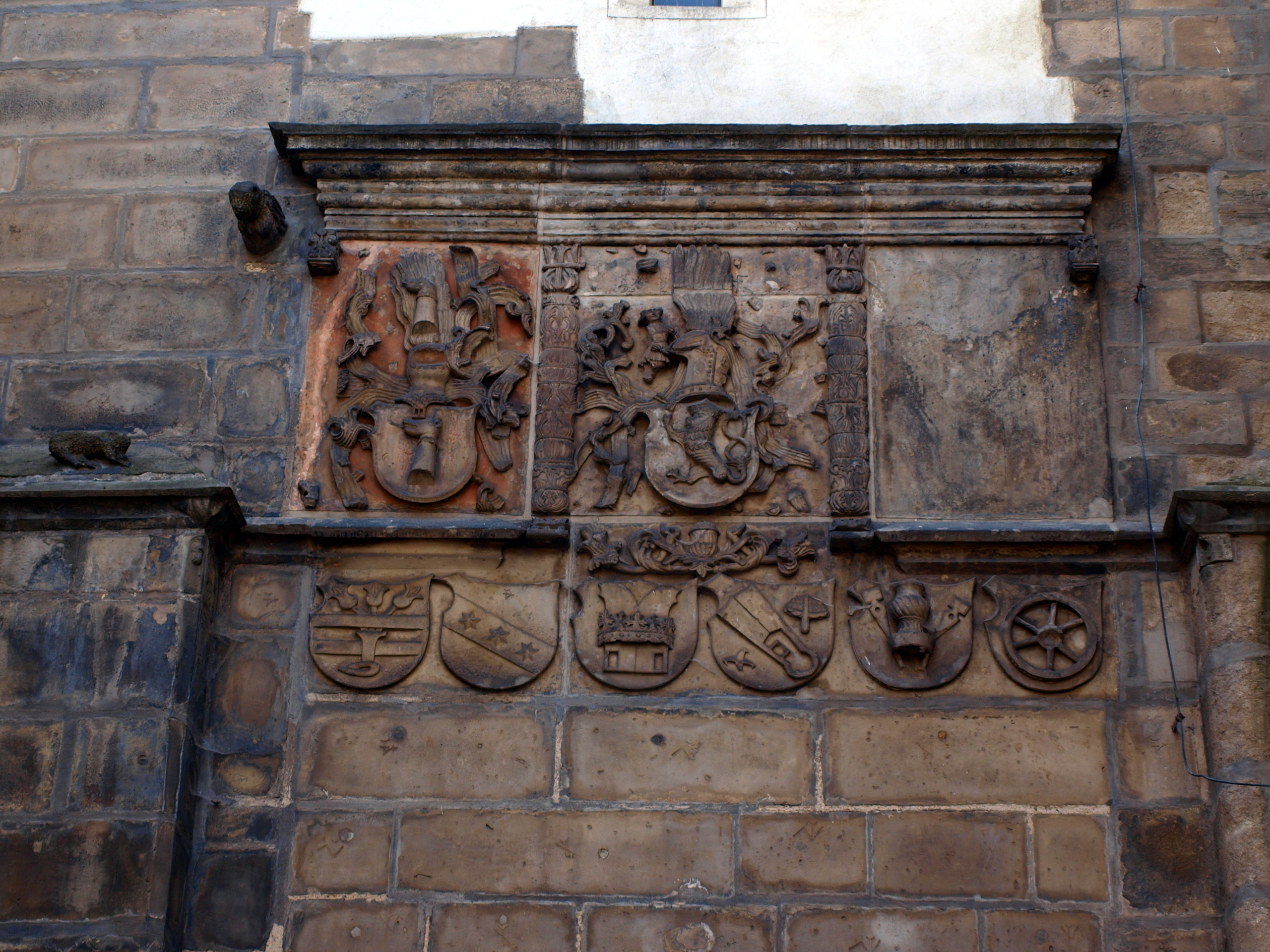
Zemské a cechovní znaky na Velvarské bráně

Není přesně známo, kdy byla Velvarská brána postavena, první písemné záznamy o ní pocházejí z roku 1443. Reliéfní nápis pod oknem druhého patra jižního průčelí věže vztahující se k počátkům věže připomíná, že ta byla postavena za Aleše (Krejčího) a Václava Novinky, dlouholetých slánských konšelů.
V době vlády Jiřího z Poděbrad byla opravována a dostala označení Nová brána. Na její jižní zdi se z této doby dochoval letopočet 1461.
K bráně původně přináležely ještě předsazené hradby s cimbuřím, bašta a most přes příkop. Během 16. století bránu vícekrát poškodily požáry města. V roce 1795 vyhořela mj. nedaleká radnice, z níž byl poté na bránu přenesen zvon z roku 1514. Byl používán při zvonění na poplach a také odsouzencům, kteří byli bránou odváděni na popraviště.
Brána postupně ztrácela význam pro obranu města. V souvislosti s tím bylo v letech 1823 až 1824 zbořeno při výstavbě silnice do Litoměřic předbraní a podobný osud málem potkal i samotnou bránu. K tomu však nakonec nedošlo; místo toho byla naopak roku 1868 opravena. Na vrchol střechy byl umístěn měděný kohout, kterého zde lze spatřit doposud.
Celková výška brány je 38 metrů, půdorys měří asi 9 × 8 metrů. Nad průjezdem na severní straně je umístěn vytesaný městský znak a znaky šesti městských cechů. Na mnoha kamenech jsou dobře patrné původní kamenické značky. V prostorách brány je umístěno muzeum historie města a jeho opevnění.